# زیردریایی پتروپاولوفسک-کامچاتسکیی (کی-۲۱۱)

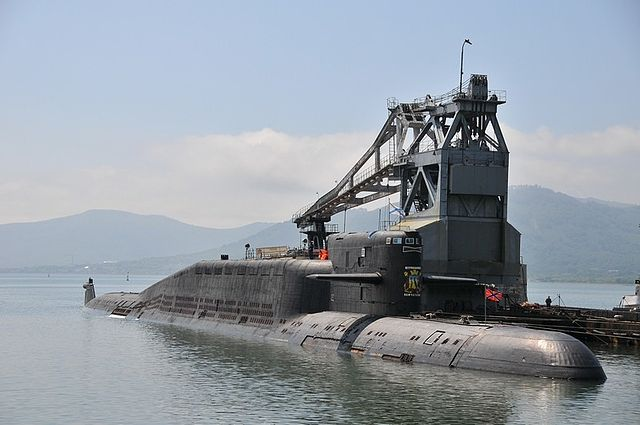
زیردریایی پتروپاولوفسک-کامچاتسکیی کی-۲۱۱

زیردریایی پتروپاولوفسک-کامچاتسکیی (کی-۲۱۱) (به انگلیسی: Russian submarine Petropavlovsk-Kamchatskiy (K-211)) یک زیردریایی است که طول آن 166 m (544 ft 7 in) می‌باشد. این زیردریایی  در سال ۱۹۷۹ ساخته شد.